# De brug van Berczaba
De brug van Berczaba is een hoorspel van Heinrich Böll, die Die Brücke von Berczaba baseerde op het achtste hoofdstuk van zijn roman Wo warst du, Adam? (1951). Het werd op 26 augustus 1953 uitgezonden door de RIAS (Rundfunk im amerikanischen Sektor Berlins). De NCRV zond het uit op 13 oktober 1967, van 21.00 uur tot 21.30 uur (met een herhaling op 22 november 1967). De vertaling was van Thérèse Cornips en Wim Paauw regisseerde het.

## Rolbezetting
- Hans Veerman (luitenant Mück en spreker)
- Paul van der Lek (korporaal Feinhals)
- Frans Somers (korporaal Gress)
- Huib Orizand (technisch opzichter Deussen)
- Eva Janssen (Frau Susan)

## Inhoud
De Tweede Wereldoorlog loopt op zijn einde. Op weg naar het front wordt korporaal Feinhals getuige van zinloze bezigheden: bruggen, die een ordelijke terugtocht moeten mogelijk maken, worden met alle precisie en zorgvuldigheid gebouwd en als ze klaar zijn, weer opgeblazen. De algemene ontbinding gaat steeds verder. In het eerste gedeelte van het hoorspel worden de overpeinzingen van een eenvoudige Slowaakse vrouw voorgesteld. In haar ogen bestaat de oorlog slechts uit zinloos nietsdoen: zinloos hokken de soldaten op het dak en staren met de verrekijker naar de wouden, drentelen wat rond, drinken bier, spelen kaart en wandelen met hun geweer door de omgeving. En voor dit nietsdoen worden ze volgens haar met veel te veel geld beloond. Ook de ontwikkelde Feinhals ondervindt de kwellende stompzinnigheid van de oorlog. Nauwelijks heeft hij voor het eerst met de verrekijker op de uitkijk gestaan of de stilte doet hem pijn en hij heeft het gevoel daar al jaren te zitten. Hij distantieert zich ook van de andere soldaten. De brug van Berczaba symboliseert de hele zinloosheid van de oorlog. Ze is nog maar net opgebouwd of ze wordt alweer opgeblazen. Door de opvolging van een bevel wordt voor de vluchtende mensen de weg versperd, maar ook de opmars van de oprukkende troepen kon daardoor niet worden tegenhouden. In vergelijking met de soldaten, die van verveling regelrecht ten onder gaan, is de groep van bouwleider Deussen een toonbeeld van vakbekwaamheid. Maar hoe planmatig en goed georganiseerd hun doen en laten ook is, uiteindelijk bezwijkt ook dit voor de allesbeheersende, onontkoombare zinloosheid van de oorlog.